# Frankenberg (Eder)
Frankenberg is een plaats in de Duitse deelstaat Hessen, gelegen in de Landkreis Waldeck-Frankenberg. De stad telt 17.678 inwoners.

## Geografie

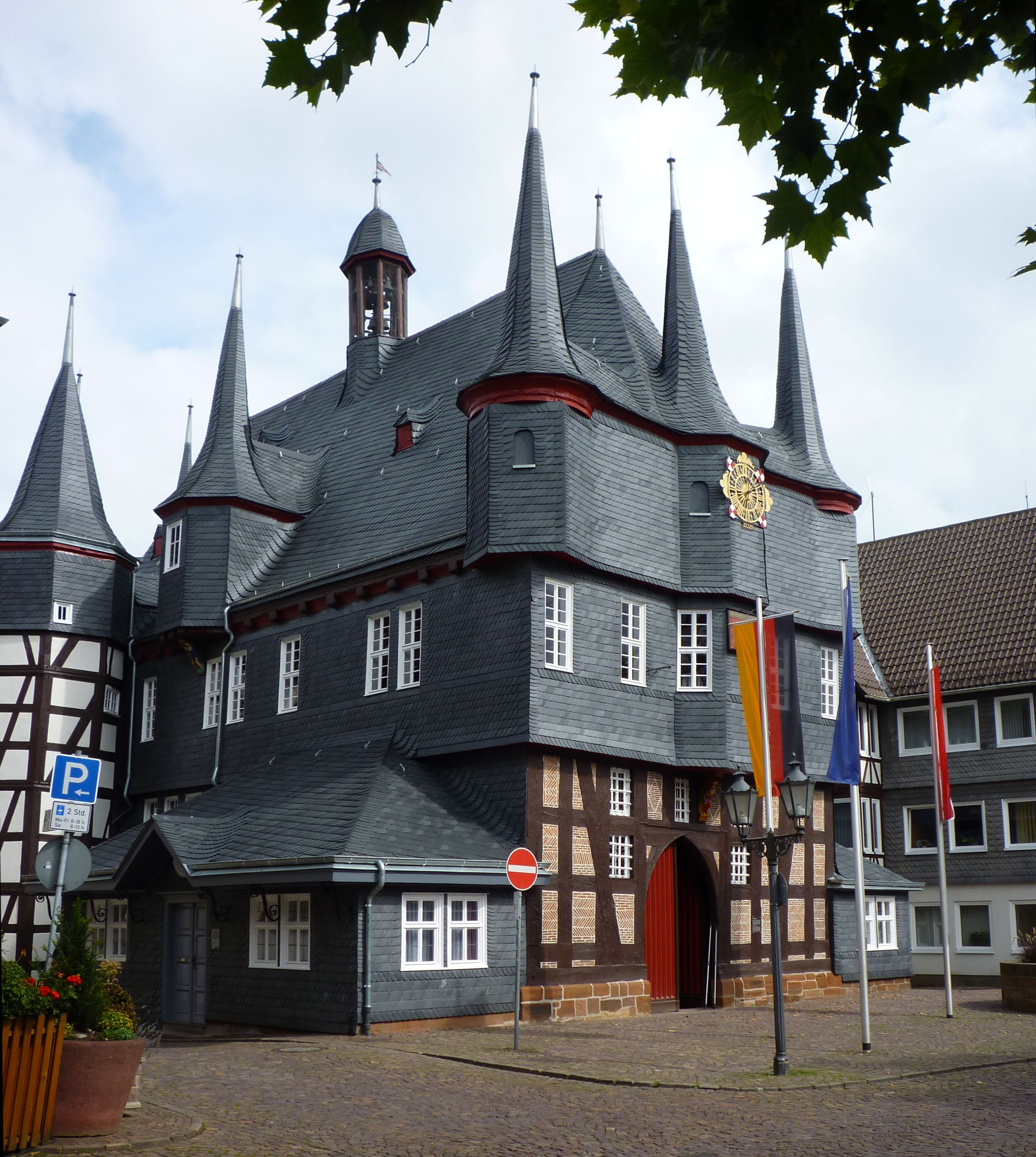
Gemeentehuis van Frankenberg (1509)

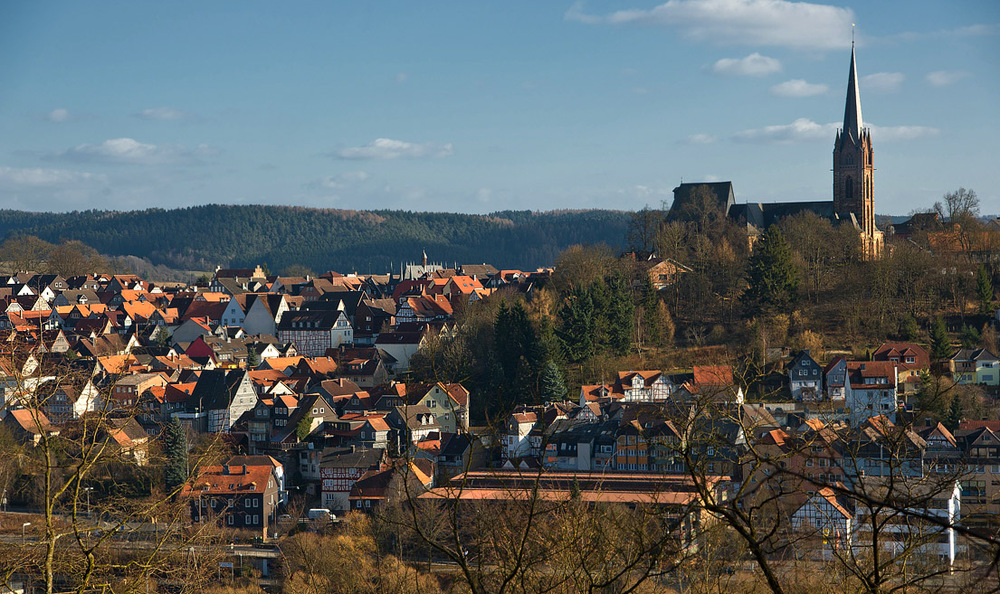
Frankenberg

Frankenberg heeft een oppervlakte van 124,87 km² en ligt in het centrum van Duitsland, iets ten westen van het geografisch middelpunt.
De stad ligt aan de rivier Eder.

## Stadsdelen
- Dörnholzhausen
- Friedrichshausen
- Geismar
- Haubern
- Hommershausen
- Rengershausen
- Röddenau
- Rodenbach
- Schreufa
- Viermünden
- Wangershausen
- Willersdorf

## Geschiedenis en ontwikkeling
Sinds ongeveer het jaar 500 onderhielden de Franken hier een vestiging, maar de Frankenberg was daarna enige eeuwen waarschijnlijk onbewoond tot de landgraaf van Thüringen er in 1233 een burcht en een stad stichtte. De stad werd een militair steunpunt tegen de aartsbisschop van het in het zuiden gelegen Mainz.
Nog in dezelfde eeuw begon op de berg de bouw van de van veraf zichtbare gotische Liebfrauen-kerk.
Frankenberg is in de loop der eeuwen aan enkele grote branden ten prooi gevallen. Het enige huis dat die brand van 1476 overleefde is het in 1240 gebouwde "Steinhaus" aan de Pferdemarkt (Paardenmarkt), welke tegenwoordig wordt gebruikt als bibliotheek.
Een symbool van de welvarende eeuw die Frankenberg kende is het opvallende raadhuis met zijn tien torens, begin 16de eeuw gebouwd, tijdens de wederopbouw.
Op de begane grond van dit raadhuis wordt nog elke zaterdagochtend een markt met lokale producten gehouden (Landfrauenmarkt).

## Bezienswaardigheden

### Gebouwen
- Liebfrauenkirche – (1286 tot 1380) (uitgebrand tijdens de grote brand van 1476), een Gotiek gebouw in de stijl van de Elisabethkerk in Marburg.

- Oude Ziekenhuiskerk – gebouwd 1513-15.

- St. Georgenberg Abdij – met museum

- Gemeentehuis met 10 torens (1509) –
- Steinhaus ("Stenen huis") – Pferdemarkt 20. Gebouwd rond 1240, het enige particuliere huis dat de brand van 1476 overleefde.

### Musea
- Stoommachinemuseum, met de grootste stoommachine in Duitsland.[2]
- Thonet-Museum, een bekend meubelmuseum met de wereldbekende koffiehuis-stoelen en meer.
- Kreisheimatmuseum in de St. Georgenberg Abdij.

### Fietsroutes
- Ederauenradweg fietsroute langs het riviertje de Eder
- Hessischer Radfernweg R8
- Hessischer Radfernweg R6
- Edersee Radweg
- De R8 Route

## Modelstad van Hessen
Sinds november 2005 is Frankenberg gekozen tot de "Familiestad met toekomst". Het is een programma dat tien jaren loopt.

## Jaarlijkse festiviteiten

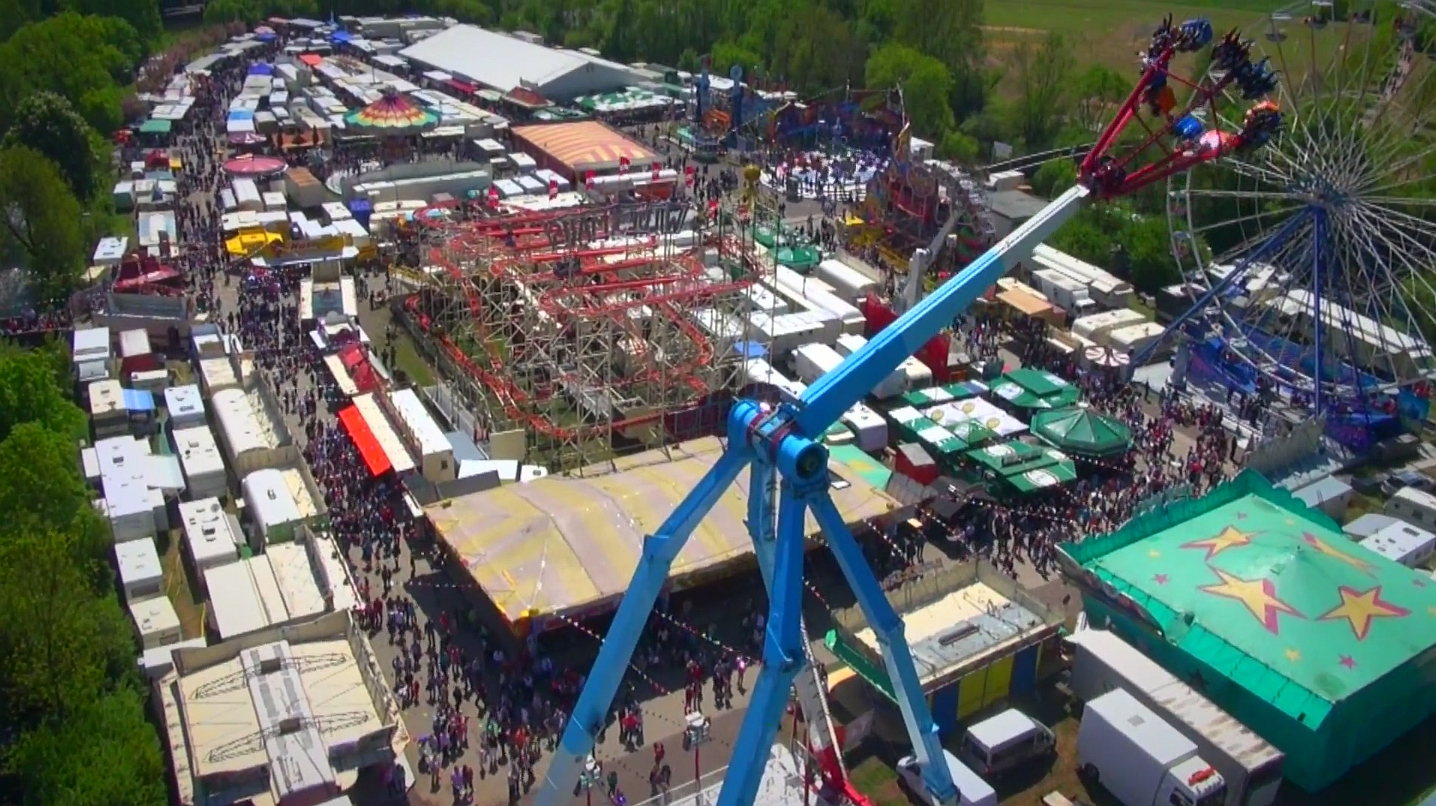
Pfingstmarkt

- "Nightgroove", het popfestival in de pubs
- Maistadtfest
- Pfingstmarkt (Pinksteren)
- Lichterfest & Bütower Treffen (Vuurwerkfeest & Bytów-ontmoeting)
- Beach-Cup op de "Obermarkt"
- Rolling Oldies
- Herfstfeest

## Bekende Frankenbergers

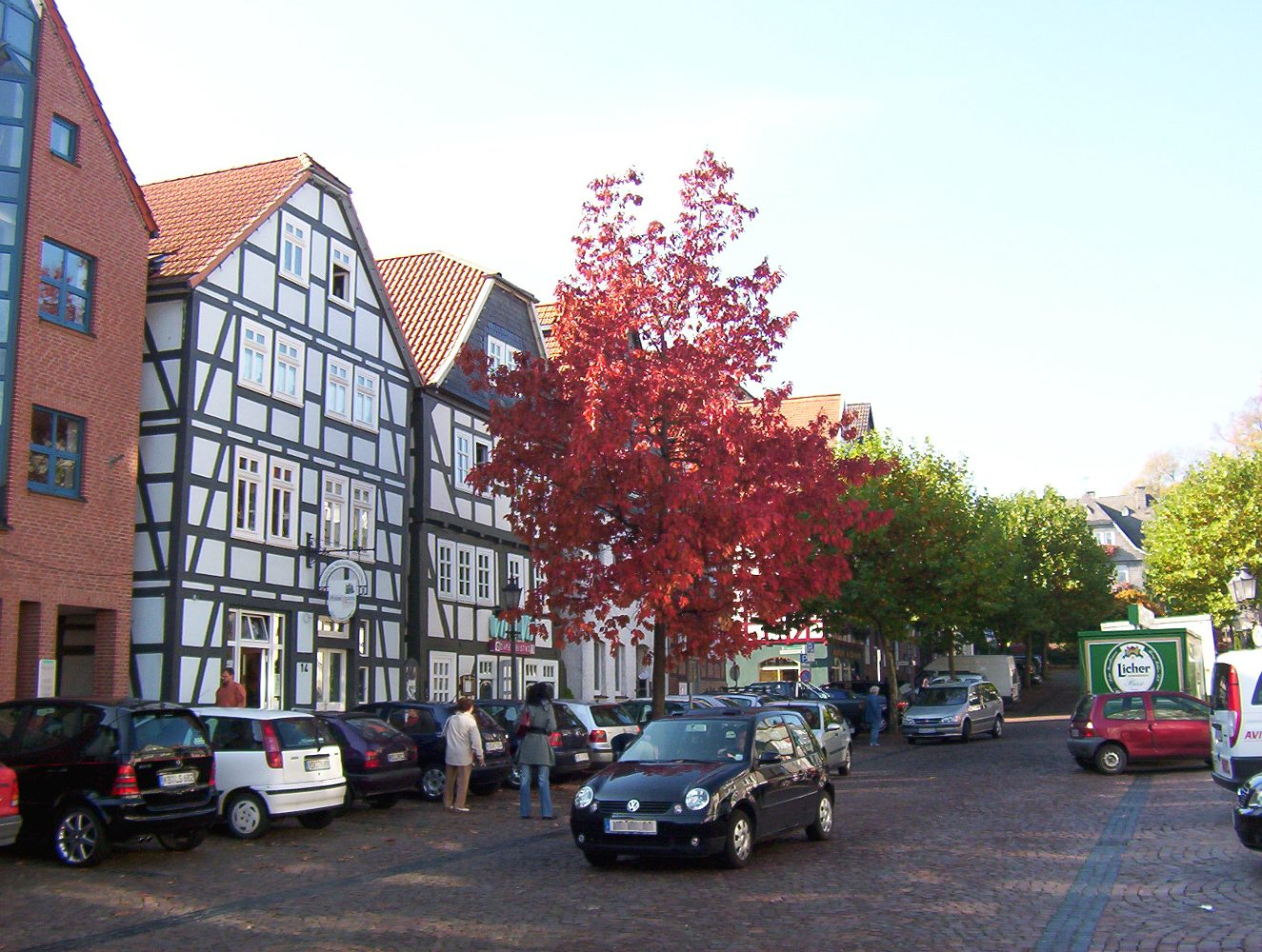
Frankenberg

- Tyle von Frankenberg, bouwmeester (14de eeuw)
- Wigand Gerstenberg, (1457-1522), "Stadchronik van Frankenberg tot 1525"
- Philipp Soldan, beeldhouwer, architect en schilder, (1500 - 1570)
- Georg Thonet, ondernemer en achterkleinzoon van Michael Thonet, die de Weense Koffiehuisstoel ontwierp, herbouwde de meubelfabriek na de Tweede Wereldoorlog en werd bekend met onder meer met zijn Bauhaus stalen-pijp meubelen. (1909 - 2005)
- Ansgar Nierhoff, beeldhouwer en artiest, groeide op in Frankenberg
- Christiane Kohl, journaliste (Süddeutsche Zeitung) en schrijfster ("Der Jude und das Mädchen" )
- Friedhelm König, een evangelische schrijver
- Maren Hammerschmidt (1989), biatlete

## Partnersteden
- Brou, Frankrijk
- Frankenberg, Saksen

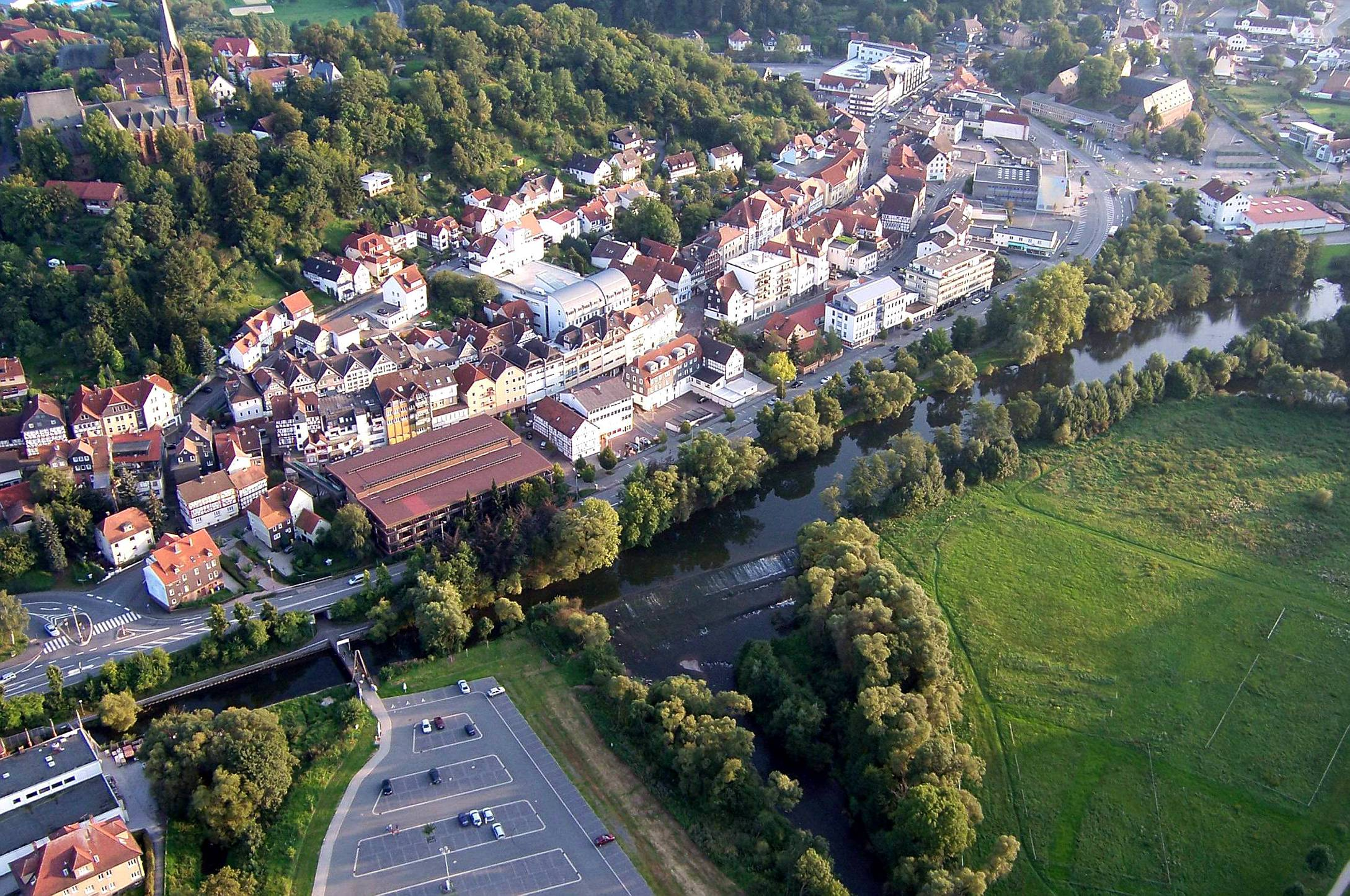
Luchtfoto

- Manningtree, Essex, Verenigd Koninkrijk
- Seekirchen am Wallersee, Oostenrijk
- Bytów, Polen (adoptive town)